# Plateforme (roman)
Pour les articles homonymes, voir Plateforme.
Plateforme est un roman de Michel Houellebecq publié en 2001 aux Éditions Flammarion, prenant pour thème la mondialisation du tourisme sexuel. Le livre fut l'objet d'une certaine polémique à sa sortie, accusant l'auteur de promouvoir le tourisme sexuel. Ce roman fait partie de la série « Au milieu du monde » dont le premier volet est le récit Lanzarote paru en 2000.

## Résumé
Le livre raconte les aventures de Michel, un quadragénaire travaillant au ministère de la Culture. À la mort de son père tué par un homme musulman, parce qu’il avait couché avec sa sœur, Michel hérite d’une grande fortune. Ce dernier s'offre un séjour en Thaïlande au travers d'un voyage organisé. Il y fait la rencontre de Valérie, femme de douze ans sa cadette, et ils s’installent en France pour y découvrir un bonheur conjugal profond et intense.
Valérie travaille alors dans le secteur de l’hôtellerie touristique et cherche à comprendre avec Jean-Yves, son supérieur, un moyen de relancer le tourisme à l’étranger qui est en baisse constante depuis les années 70. Dans leurs recherches, Michel et Valérie découvrent les clubs sadomasochistes à Paris et le sexe à trois à Cuba, tandis que Jean-Yves profondément malheureux doit supporter la mort de son père, l’éloignement avec sa famille qui aboutira en un divorce et la misère affective et sexuelle.
La thèse de Michel est que les êtres humains ne sont motivés que par l’argent (il rapporte des cas d’ouvriers ayant saboté les projets socialistes à Cuba) et que dans l’évolution de la mondialisation du marché, on verra s’accroître une indifférenciation des groupes humains en tant que consommateur. Paradoxalement, les femmes occidentales blanches apprécieraient les hommes noirs, virils et puissants ; les hommes occidentaux blancs les femmes asiatiques, fécondes et obéissantes ; alors que les populations noires et asiatiques du Tiers Monde en sont à vendre leurs corps pour pouvoir accéder au mode de vie occidental et se « blanchifier ».
À la suite de ces analyses et suivant celles de Michel, Valérie et Jean-Yves mettent en place un nouveau circuit d’hôtels nommé « Aphrodite », afin d’y dispenser des activités de proxénétisme. Michel et Valérie décident de s’installer définitivement en Thaïlande. Cependant, un attentat islamiste a lieu et Valérie meurt dans les bras de Michel. Ce dernier, en état de choc, est hospitalisé. Une fois que les médecins estiment qu'il n'y a plus de risque de suicide, Michel quitte l'hôpital, démissionne et part vivre en Thaïlande. Après s’être raccroché à une profonde haine contre les musulmans, il finit par en conclure que les hommes se ressemblent tous beaucoup. Cela développant un sentiment « d’indifférenciation » et la conclusion que les races ainsi que les conflits qui en résultent sont le fruit de l’ennui.
Michel meurt seul de chagrin en Thaïlande.

## Commentaire
- Si vous ne connaissez pas le sujet, laissez ce bandeau (vous pouvez alors contacter les auteurs).
- Si vous supprimez le contenu mis en cause (vous pouvez préalablement contacter les auteurs),

argumentez précisément cette suppression dans la page de discussion
(un manque de référence n'est pas un argument ; une recherche réelle de référence doit avoir été effectuée, être formellement documentée).
À travers sa description crue de la sexualité mondialisée, qui trouve son expression ultime dans les réseaux de prostitution thaïlandais, Plateforme offre une réflexion sur la société libérale. 
L'auteur tisse le lien entre mondialisation du tourisme sexuel et libéralisme économique. Le tourisme sexuel est abordé comme une transaction économique consentie entre un homme ou une femme occidental(e) en recherche de plaisir et un homme ou une femme d'un pays pauvre prêt à monnayer son physique attractif pour gagner de l'argent. 
Cynisme et violence sont des mots qui reviennent souvent dans la description des œuvres de Houellebecq : mais au fil du livre, il devient clair que l'attitude de Michel Houellebecq n'est en rien cynique, ni même désespérée. La cruauté vient de la nature, de la lutte exacerbée par le libéralisme, mais au milieu de celui-ci, c'est bien d'amour que rêvent les héros du roman.
L'amour comme une île d'humanité, au milieu d'un océan de naturel : ce sera le thème du roman suivant de Houellebecq, La Possibilité d'une île.

## Épigraphe
« Plus sa vie est infâme, plus l'homme y tient ;
elle est alors une protestation,
une vengeance de tous les instants. »

— Honoré de Balzac, Splendeurs et misères des courtisanes

## Titre du livre
Le titre du livre pourrait faire référence à une opération marketing pour le tourisme sexuel que met en place l'antihéros au cours du livre, qualifiée de « plateforme programmatique pour le partage du monde ». 

Toutefois, dans son essai Premier bilan après l'apocalypse, Frédéric Beigbeder cite un autre paragraphe qui, selon lui, explique le titre :

« Un jour, à l'âge de douze ans, j'étais monté au sommet d'un pylône électrique en haute montagne. Pendant toute l'ascension, je n'avais pas regardé à mes pieds. Arrivé en haut, sur la plateforme, il m'avait paru compliqué et dangereux de redescendre. Les chaînes de montagnes s'étendaient à perte de vue, couronnées de neiges éternelles. Il aurait été beaucoup plus simple de rester sur place, ou de sauter. »

Pour Frédéric Beigbeder, « ce lieu terrifiant d'immobilité (…), ce promontoire d'acier où l'homme n'ose plus faire un mouvement (…) tout en assumant l'inutilité ridicule de son destin : cette plateforme est la métaphore de l'humaine condition ».

Enfin, plusieurs critiques ont aussi fait le rapprochement entre le titre et « forme plate », faisant référence au style utilisé par Houellebecq ici et dans ses autres livres,. Dans son premier roman Extension du domaine de la lutte, Houellebecq expliquait à propos de l'adéquation de l’écriture romanesque à l'époque actuelle :

« Cet effacement progressif des relations humaines n'est pas sans poser certains problèmes au roman. Comment en effet entreprendrait-on la narration de ces passions fougueuses, s'étalant sur plusieurs années, faisant parfois sentir leurs effets sur plusieurs générations ? Nous sommes loin des Hauts de Hurlevent, c'est le moins qu'on puisse dire. La forme romanesque n'est pas conçue pour peindre l'indifférence, ni le néant ; il faudrait inventer une articulation plus plate, plus concise et plus morne. »

## Parties
Ce roman est rédigé en trois parties : Tropic Thaï, Avantage Concurrentiel et Pattaya Beach.

## Éditions
- Plateforme, roman, « Au milieu du monde », Paris, Flammarion, 2001, 369 p.  (ISBN 2-08-068237-7)
  - Paris, Le Grand Livre du mois, 2001, 369 p.  (ISBN 2-7028-6649-2)
  - Paris, France loisirs, 2002, 349 p.  (ISBN 2-7441-5152-1)
  - Paris, J'ai lu (#6404), 2002, 350 p.  (ISBN 2-290-32123-0) ; réimpression 2010  (ISBN 2-290-02852-5)
  - Compris dans le coffret de 3 volumes : Plateforme - Extension du domaine de la lutte - Les Particules élémentaires, Éditions J'ai lu, « J'ai Lu Librio Martinguale », 2002, 730 p.  (ISBN 2-277-60477-1) ; réimpression 2003.  (ISBN 2-277-60677-4)
  - Paris, Flammarion, 2021, 400 p.  (ISBN 9782080267498)

## Adaptation
- 2008 : Adaptation théâtrale de Johan Simons, Théâtre National de Strasbourg.
- 2014 : en bande dessinée avec Alain Dual, chez Les Contrebandiers.